# Mopalia schrencki
Mopalia schrencki är en blötdjursart som beskrevs av Thiele 1909. Mopalia schrencki ingår i släktet Mopalia och familjen Mopaliidae. Inga underarter finns listade i Catalogue of Life.